# سرودخوان مورچه‌خوار تاج‌رگه
سرودخوان مورچه‌خوار تاج‌رگه (نام علمی: Dysithamnus striaticeps) گونه‌ای از پرندگان خانواده مورچه‌مرغ است که در کاستاریکا، هندوراس و نیکاراگوئه یافت می‌شود. زیستگاه طبیعی آن جنگل‌های دشت نمناک نیمه‌گرمسیری یا گرمسیری است.